# 波兰共产党 (米雅尔)
波兰共产党（波蘭語：Komunistyczna Partia Polski）是由卡齐米日·米雅尔于1965年在阿尔巴尼亚成立的一个非法的反修正主义马克思列宁主义共产党。该党反对在瓦迪斯瓦夫·哥穆尔卡领导下的波兰统一工人党。该党批评赫鲁晓夫在苏共二十大的发言，拥护斯大林主义。米雅尔自任“波兰共产党临时委员会”总书记，主持地拉那广播电台的波兰语频道。该党的说辞得不到波兰工人和知识分子的认同，号召工人起义反抗波兰政府的行动也以失败告终。该党得到中国的支持，后者协助该党在波兰分发宣传册。比利时毛派组织“人民之声”支持该党，也协助分发宣传册。该党的成员包括被哥穆尔卡革职的弗瓦迪斯瓦夫·德沃拉科夫斯基和希拉里·赫乌霍夫斯基。
波兰共产党宣称其思想来源于“马克思、列宁、斯大林和毛泽东”，要求在波兰实行“无产阶级专政”、严格的中央集权经济和农业集体化。该党认为赫鲁晓夫背叛共产主义，世界革命的中心已经转移到中国。根据米雅尔的说法，当时的波兰由剥削工人的“红色资产阶级”统治，其政治代表就是波兰统一工人党——一个“资产阶级的社会民主主义政党”；天主教会是当时波兰的“首要敌人”，但他也警告要提防犹太少数民族中的“犹太复国主义代理人”。根据自由欧洲电台的报道，波兰共产党还宣传一张1772年波兰东部领土的地图，题为“我们将为您打造这样的波兰”。
1978年中阿决裂时，米雅尔和霍查发生意见冲突，遂移居中国。1983年，米雅尔秘密回到波兰并继续批评沃伊切赫·雅鲁泽尔斯基政权。因此，波兰政府将波兰共产党称为中国共产党的傀儡，称其得不到波兰人民的支持。此后，该党似乎停止活动。